# 阿部宏
阿部 宏（あべ ひろし、1926年8月18日 - 2014年12月26日）は、日本の英文学者。
宮城県仙台市生まれ。1951年東北大学文学部英文科卒、東北大学教養部助教授、文学部教授、1989年定年退官、名誉教授、いわき明星大学人文学部教授。1997年退職。長男は哲学者の阿部宏慈・山形大学教授。
2014年12月26日、肺炎のため死去。

## 著書
- 『英語のおもしろい慣用表現』篠崎書林 1972
- 『燃える十字架 英米文化への旅立ち』篠崎書林 1982
- 『渡欧体験の文学 - 19世紀アメリカ作家たちを中心に』明星大学出版部 1993
- 『迷宮ロマン 英米文学覚え書』英宝社 1996

### 編著
- 『新傾向英作文問題集 セット式』編著 篠崎書林 1971
- 『新傾向英作文の完成 セット式』編著 篠崎書林 1973
- 『新傾向英文解釈の完成 セット式』編著 篠崎書林 1978
- 『概説アメリカ文学史』横沢四郎ほかとの共編 金星堂 1981
- 『現代英作文総合演習』編注 篠崎書林 1985
- 『詠草 A (旅の思い出「海外詠」)』編 エースプランニング (製作)1998
- 『詠草 B (私の人生回顧)』編 丸合 1998
- 『みそひと文字のメモリー』編・著 丸合/花林 1999
- 『旅愁 私の旅物語』編・著 丸合/花林 1999
- 『イスラム旅物語 トルコ・エジプト・タンザニア』編・著 丸合/花林 2000
- 『欧州旅物語』編著 丸合/花林 2000

### 翻訳
- ノーマ・クライン『私はちいさな小説家』中野英一画 篠崎書林 1976
- アーネスト・シェパード作・絵『ベンとブロックさん』篠崎書林 1984
- アーネスト・シェパード作・絵『ジョーとベッツィー』篠崎書林 1985
- J.フォーマン『最後の日+12年』土嶋敏男画 金の星社 1987 文学の扉